# Andrew Kooman
Andrew Kooman est un écrivain et dramaturge canadien anglophone originaire de Red Deer, en Alberta.
Il est l'auteur de She Has a Name, pièce de théâtre sur le trafic d'enfants et la prostitution qui a été jouée au Canada en 2011 et 2012.

## Œuvres
- Ten Silver Coins (2009)
- She Has a Name (2009)